# Розенберг, Григорий Аркадьевич
Григорий Аркадьевич Розенберг (род. 19 февраля 1948) —  российский и израильский прозаик и поэт. Пишет стихи и рассказы для взрослых и детей.

## Биография
Родился в г. Одесса. В Воронеже получил диплом архитектора, работал в разных городах СССР архитектором, художником, лектором, преподавателем, режиссером.
С 1992 года Розенберг живет в Израиле, является членом Тель-Авивского Клуба литераторов и Союза русскоязычных писателей Израиля.
Женат, имеет двух дочерей и шестерых внуков.

## Творчество

### Книги
- «Я - Годяй!» (2014) - сборник повестей и рассказов. CreateSpace Independent Publishing Platform, США[3]
- «Райская жизнь» (2015) - сборник рассказов. CreateSpace Independent Publishing Platform, США

### Публикации в журналах
В 1970-х годах совместно с соавтором, воронежским писателем и драматургом Марком Берколайко, печатался в журналах «Юность», «Крокодил», в Литературной газете и других газетах России.
С 1980-х годов публиковался в изданиях Украины, России, Израиля, Германии и США, в том числе в журналах: «Нева»,  «22», «Артикль»,«Млечный путь»,  «Дерибасовская - Ришельевская», «Фонтан», «Крещатик», «Кукумбер», «Солнышко» и других. Рассказ «Перед Йом Кипур» был также прочитан в эфире радио Чикаго.
Принимал участие в альманахах «День поэзии 2015», «Ямская слобода», «Времени голоса», «Время и место», «Слово-Word» и других, а также в коллективных сборниках «Нам не дано предугадать», «Взрослым не понять».

### Публицистика
- «За що поетом нарекли». Журнал «Новини кiноекрана» 1(306)/1987г.  Киев.
- «КОМУ ФАЛЬШИВI?» (под именем Iрина ДУБИК). Киевская газета «Хрещатик». – 14.01.92
- «Церковь – наш рулевой?» – Газета «Одесскiй въстникъ». – 04.02.1992
- «Конкурс на подделку». Газета «Одесскiй въстникъ». – 20.02.1992
- «Из Израиля от Григория РОЗЕНБЕРГА – в Одессу Ольге КАНУННИКОВОЙ». Газета «Всемирные ОДЕССКIЯ НОВОСТИ» – №12 (14), 1992

## Награды
- 2004: Рассказ «Куда-куда» стал победителем литературного конкурса журнала «Эрфольг»[11]
- 2006: Повесть «Я – Годяй!» заняла первое место в номинации «Взрослым о детях» международного конкурса им. Януша Корчака[12]